# Выкуп

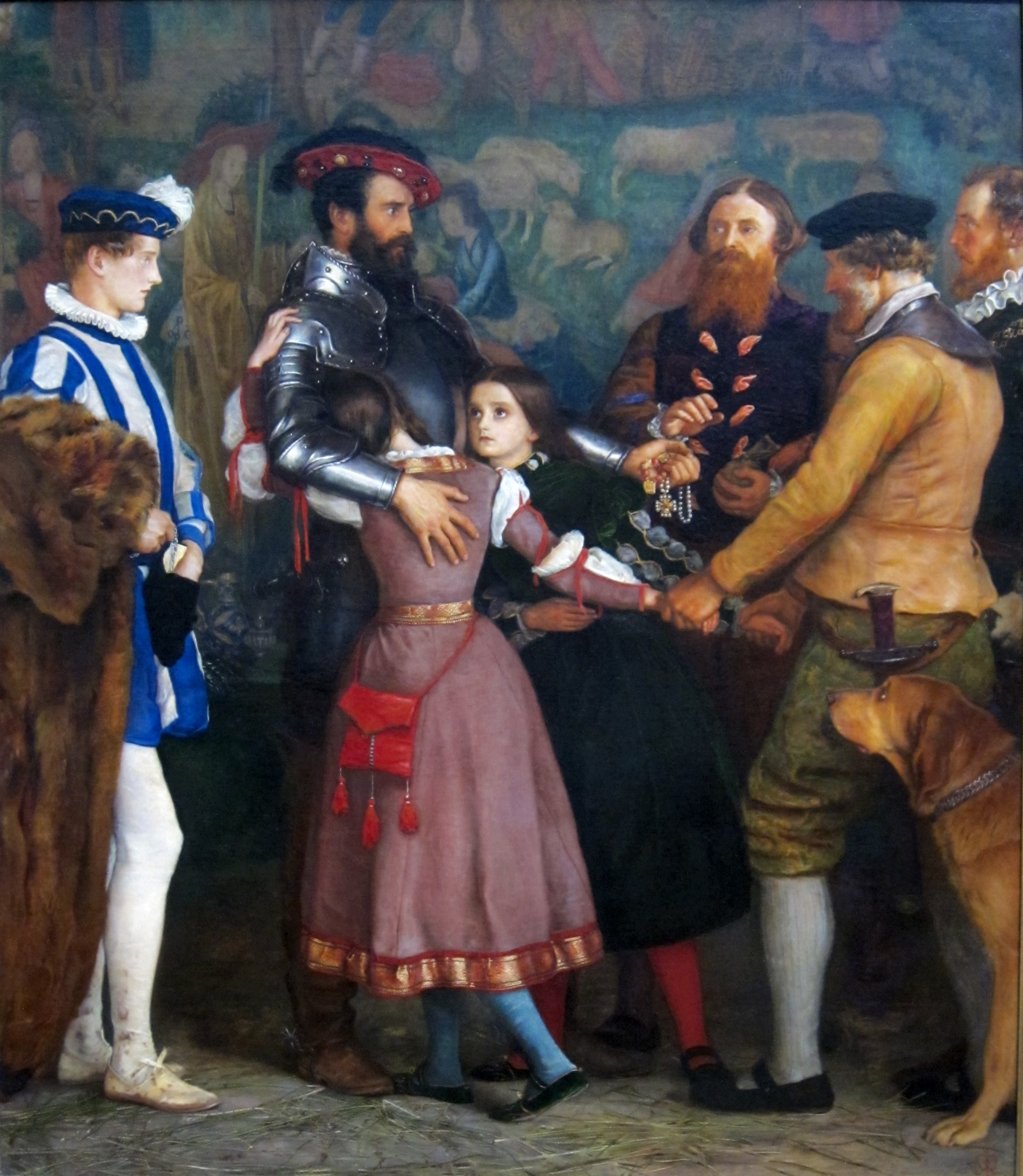
«Выкуп», картина
Джон Эверетт Милле, 1860−62 годы.

Вы́куп — плата деньгами или имуществом за освобождение пленника, или сами вносимые за него средства.

## История
В древнегреческих государствах (города-государства) существовал выкуп военнопленных за деньги (выкупные деньги — Λύτρα), и они отличались за выкуп (выкупные деньги — ποινή) при кровной мести. Выкуп греками обыкновенно назначался победителем произвольно. По крайней мере в Афинах, выкуп был священной обязанностью, если только подлежавший выкупу не желал сделаться собственностью владетеля.
Похищения людей с целью выкупа были распространены с древнейших времён и до сих пор являются распространённым преступлением. В культуре многих народов встречаются ритуальные похищения с уплатой также предусмотренного обычаем выкупа (например, похищение невесты).
В Западной Европе вплоть до раннего Нового времени было обычной практикой содержание знатного человека (рыцаря, дворянина, монарха) в плену вплоть до уплаты выкупа, сумма которого могла достигать гигантских величин; в английском языке существует выражение king's ransom («выкуп за короля»), означающее огромную сумму денег. Османские (турецкие) и алжирские корсары нередко совершали набеги на побережья средиземноморских государств и стран, похищая людей с целью обращения в рабство или выкупа; существовал даже особый монашеский орден тринитариев, основной задачей которого был сбор денег для выкупа похищенных из плена.
В России Соборное уложение 1649 года установило размеры выкупа, который государство выплачивало (за счёт сборов с жителей) за военнослужащих и граждан, взятых в плен перекопскими и крымскими татарами или турками. В зависимости от общественного положения пленного, законодательно установленный размер выкупа был от 20 до 40 рублей или же определённый процент от оклада пленника-дворянина. Выкупом занимался Полоняничный приказ или Посольский приказ Русского государства.

## Известные исторические лица, за которых был заплачен выкуп
Известные исторические лица, за которых был заплачен выкуп:
- Платон, был выкуплен за 20 или за 30 мин[3].
- Гай Юлий Цезарь
- Ричард Львиное Сердце
- Джеффри Чосер
- Атауальпа
- Мигель де Сервантес
- Богдан Хмельницкий